# Willemgastrura coeca
Genre
Espèce
Willemgastrura coeca, unique représentant du genre Willemgastrura, est une espèce de collemboles de la famille des Hypogastruridae.

## Distribution
Cette espèce se rencontre en Amérique du Sud.

## Description
Willemgastrura coeca mesure de 450 à 600 µm.

## Publication originale
- Pereira de Oliveira & Thibaud, 1988 : Un nouveau genre d'insecte collembole Hypogastruridae d'Amazonie. Amazoniana, vol. 10, no 3, p. 299-302.